# Fêtes de San Fermín

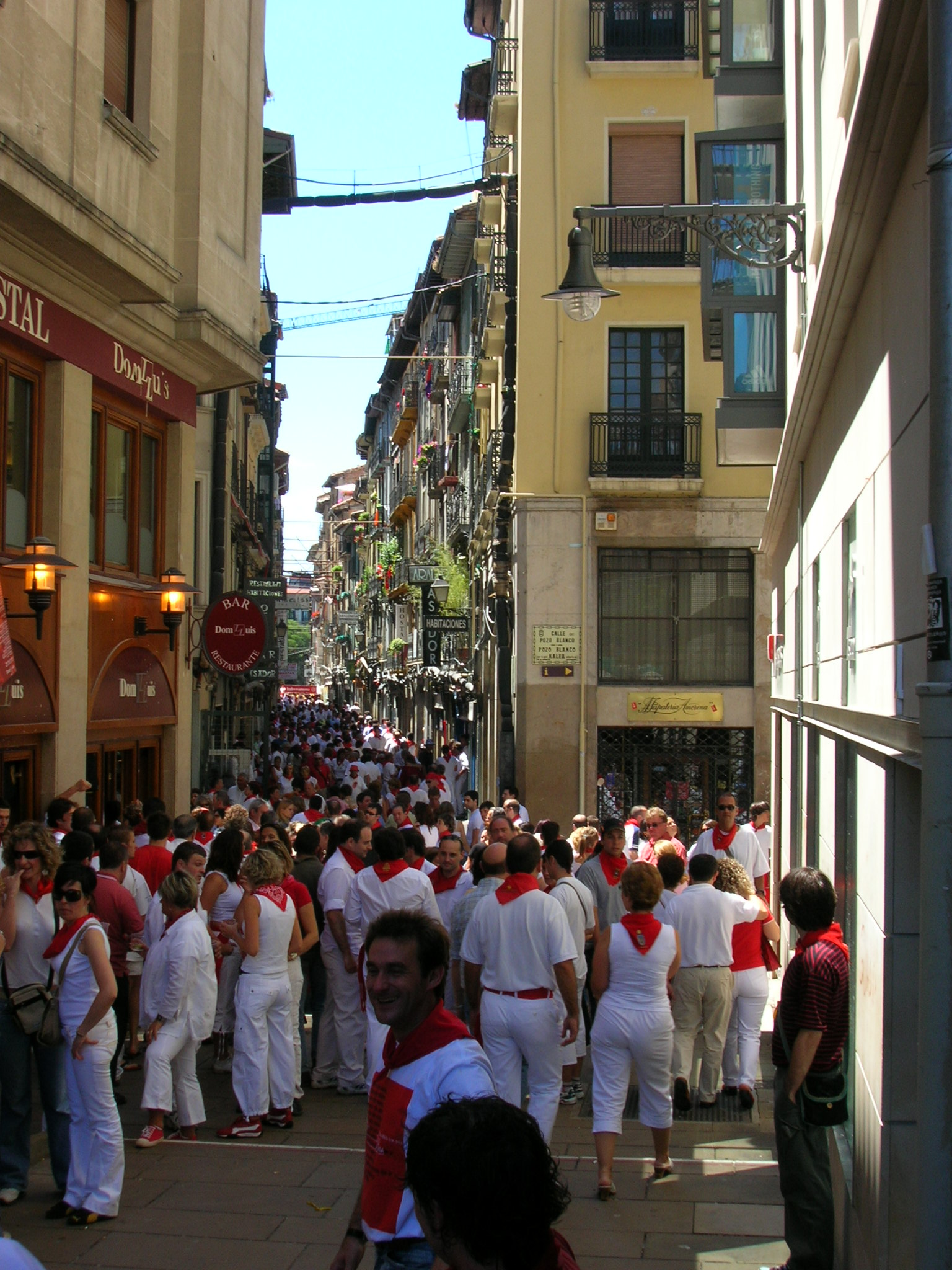
À l'heure de l'apéritif, calle San Nicolás

Les fêtes de San Fermín, Sanfermines ou fêtes de saint Firmin sont les fêtes célébrées annuellement du 6 au 14 juillet, à Pampelune, capitale de la Navarre (Espagne), en l’honneur du juge de la communauté forale, Firmin d'Amiens.
Il est de coutume de considérer ces fêtes comme les troisièmes du monde, en nombre de participants, après le carnaval de Rio et la fête de la bière à Munich. On estime à 3 millions le nombre de personnes qui peuplent les rues de la ville pendant huit jours.
Ces fêtes multicolores transforment littéralement le visage de la capitale navarraise, qui devient le théâtre d'un spectacle populaire mêlant le profane au sacré. À cette occasion, les habitants revêtent la tenue blanche, rehaussée d'un foulard et d'une ceinture rouge.
Trois célébrations indépendantes sont à l'origine de ces fêtes : tout d'abord, les actes religieux en l'honneur de saint Firmin, depuis la fin du XIe siècle, et ensuite, les fêtes commerciales ainsi que les courses de taureaux, qui trouvent toutes les deux leur origine au XIVe siècle. L’Église célébrait le 10 octobre la fête de saint Firmin, patron de Navarre.

## Histoire
Saint Fermin n’était pas en réalité le saint patron de Pampelune (qui est saint Saturnin), mais de la Navarre tout entière, qui chôme par conséquent le 22 janvier. San Fermín, qui vécut au IIIe siècle, était le fils du chef militaire romain de Pampelune. Il fut converti par un religieux originaire de Toulouse de passage en Navarre, saint Saturnin. Il partit alors se former à la vie ecclésiastique à Toulouse, avant de revenir évangéliser la Navarre. Dans sa vie religieuse, il assura la direction du diocèse d’Amiens, où les autorités le firent égorger (on en était alors aux débuts de la christianisation). Son corps repose toujours à Amiens, mais trois de ses reliques ont été déposées en l’église San Lorenzo de Pampelune.
Les premières célébrations en l’honneur de la communauté forale de Navarre datent du Moyen Âge. Elles étaient vues comme une foire commerciale et une fête laïque. Au début du XIIIe siècle, les fêtes commerciales ont été célébrées après la nuit de San Juan entre le 23 et le 24 juin, le premier jour de l'été et les fêtes ont continué le 29 juin pour célébrer la fête de San Pedro. Les foires étaient des lieux de rencontre pour les agriculteurs, les commerçants, les villageois, ils ont donc commencé à organiser des corridas dans le cadre de la tradition. Il y eut une foire à Pampelune organisée à l’occasion du jour de saint Firmin, le 10 octobre, durant 7 jours, depuis 1324. Pour des raisons climatiques évidentes, les fêtes furent avancées au mois de juillet en 1591, les Navarrais fêtant l’événement le 7 de ce mois. Progressivement, ces festivités se sont développées jusqu’à devenir telles que nous les connaissons aujourd’hui.
En 2020 et en 2021, la municipalité renonce à organiser les fêtes en raison de la pandémie de Covid-19. La fête a eu lieu en juillet 2022.

## Déroulement
Les fêtes de San Fermín ont lieu du 6 au 14 juillet de chaque année. Chaque journée est parfaitement rythmée par les différentes manifestations, organisées par la ville de Pampelune, et qui se répètent inlassablement d'année en année. D'autre part, les associations, sociétés festives et les simples groupes d'amis participent également à l'animation de cette semaine festive, en organisant leurs propres programmes.

### Letxupinazo

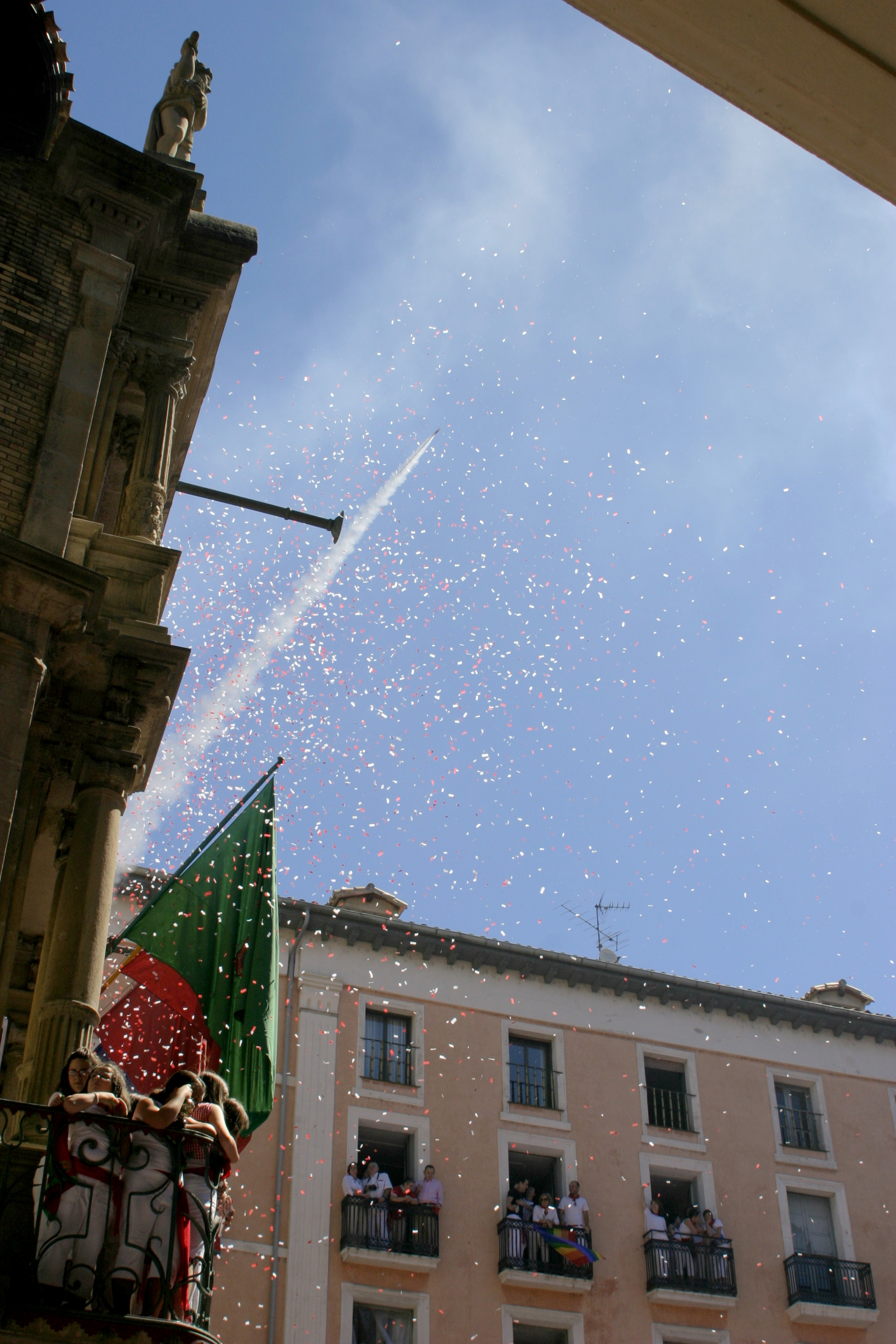
Le txupinazo ou el primer cohete, dont l'explosion marque le début de la fête

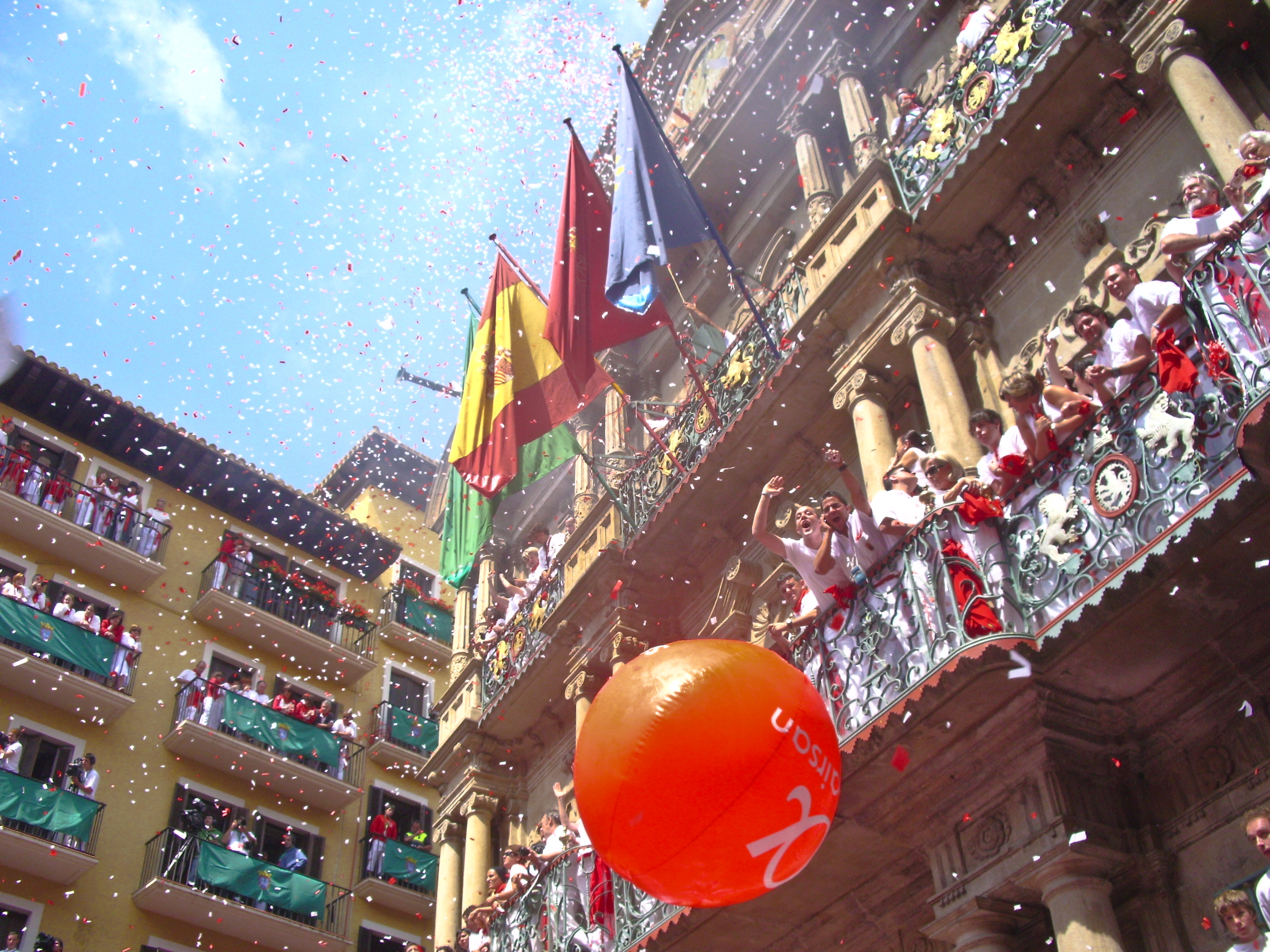
L’hôtel de ville quelques secondes après l'explosion du txupinazo

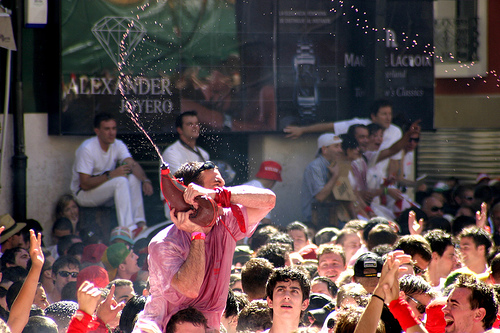
Un jet de vin

Le coup d’envoi des fêtes est donné le 6 juillet à 12 heures précises sur la plaza Consistorial (es), devant la mairie. Là, des milliers de personnes agglutinées attendent impatiemment l’ouverture officielle des festivités, dans un concert de chants, sous les jets de Cava (vin mousseux), de farine et autres projectiles.
Alors qu’à quelques minutes du début, la foule scande en chœur le nom de San Fermín, le conseil municipal apparaît au balcon, et à midi pile, face aux milliers de pamplonicas tendant leurs foulards rouges vers la mairie, une personnalité désignée prononce la fameuse phrase : « Pamploneses, Pamplonesas, Viva San Fermín, Irunshemes, Gora San Fermín », reprise en chœur par la foule. Le premier pétard est lancé (on l’appelle le txupinazo, ou el primer cohete), indiquant aux Pamplonais que leurs fêtes sont désormais ouvertes, dans les hurlements de joie d’une foule prête à affronter les neuf jours que comptent les sanfermines. C’est à ce moment-là que chacun noue autour de son cou le précieux foulard rouge.
Une fois la place dégagée, les bandas de gaiteros et de txistularis sortent de l’hôtel de ville, suivies de la banda municipale « La Pamplonesa », pour égayer les rues de la cité aux airs de chansons populaires de Navarre et du Pays basque : Ánimo Pues, Agur Jaunak (ancestral morceau basque, joué pour saluer la venue d’une personne importante ou chère)… Il est à noter qu’il s’agit d’une célébration assez récente, puisqu'officiellement organisée depuis 1940.
Cette tradition trouve son origine au début du XXe siècle. La mairie de Pampelune passait un contrat avec une entreprise pyrotechnique qui tirait une série de fusées le 6 juillet, la veille de la fête de San Fermín. Cela signalait le début des festivités. Les fusées étaient lancées depuis la Plaza del Castillo par un employé de l'entreprise. Dans les années 1930, la fête a commencé à attirer de plus en plus de monde pour le lancement des fusées. Certains Pamplonais réclamaient aux employés de les autoriser à allumer la mèche.

### Le Riau-Riau et lesVísperas
Cette cérémonie officielle a eu lieu jusqu’en 1992, et est actuellement remise au goût du jour par des associations (après une tentative officielle de renouvellement en 1996, sans lendemain). Traditionnellement, le 6 juillet à 16h30, les autorités municipales et ecclésiastiques de la ville, se rendaient depuis la mairie jusqu’à l’église de San Lorenzo, à quelques centaines de mètres, pour y célébrer las Vísperas (les vêpres), la messe en l’honneur du saint patron, la veille de sa fête. Peu à peu, le jeu a consisté pour les jeunes Pamplonais à ralentir le cortège en se plaçant devant lui. Ainsi, des milliers de personnes se retrouvaient chaque année dans la Calle Mayor et freinaient le parcours des autorités. Le parcours se déroulait au son du Vals de Astrain, une valse, renommée Riau-Riau, reprise en chœur par la foule et interprétée sans discontinuer jusqu'à destination. Las, les manifestations politiques et les débordements agressifs qui s’ensuivaient ont entraîné la suspension de ce moment clé des fêtes. La messe a toujours lieu, à 20h00, chaque 6 juillet, et constitue de ce fait le premier acte religieux du cycle festif.

### La procession

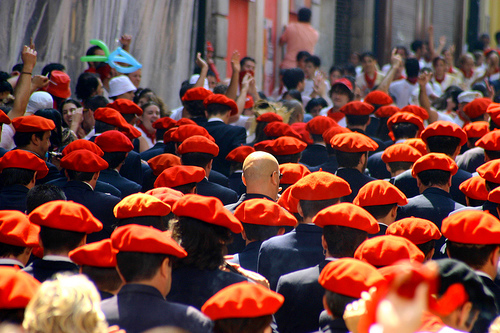
Lalarde des gaiteros suivant le txupinazo

Elle a lieu le 7 juillet à 10 heures. Depuis l’église de San Lorenzo, les autorités civiles et religieuses, les responsables des peñas et des corporations, ainsi que d’autres personnalités de la ville accompagnent la statue du saint à travers les rues de la cité. Le cortège est animé par la Banda municipale, La Pamplonesa, les Géants, les txistularis, les gaiteros et des danseurs. Des milliers de Pamplonais et de navarrais se placent le long du parcours pour saluer la sainte effigie. Au niveau de l’église de San Saturnino, un groupe de joteros entame la Jota a San Fermín, en l’honneur du saint patron navarrais, qui retourne à l’église de San Lorenzo, où des milliers de personnes viennent se recueillir durant les fêtes.
Le 14 juillet, dernier jour de fête, la même procession aura lieu pour saluer une dernière fois le saint. Cette procession s’appelle La Octava (la huitième).

### LesDianas
Les fêtes commencent véritablement le 7 juillet, jour du saint, et premier jour de corrida. Comme chaque matin, La Pamplonesa, l’harmonie municipale, anime les traditionnelles Dianas. Les Dianas sont d’anciens morceaux de musique militaire espagnole, qui étaient joués au petit matin pour réveiller les troupes. Ces morceaux ont été adaptés au goût pamplonais, et sont interprétés du 7 au 14 juillet à 6h45, pour réveiller la ville avant l’encierro, en arpentant les rues du centre historique. C’est un moment qui peut apparaître surréaliste, où se mêlent les couche-tard achevant leur nuit de libations, et les lève-tôt, partant pour l’encierro. Des dizaines de personnes suivent la Pamplonesa dans ses pérégrinations matinales, en reprenant en chœur les paroles de ces marches, et en dansant à leur rythme.

### L'encierro

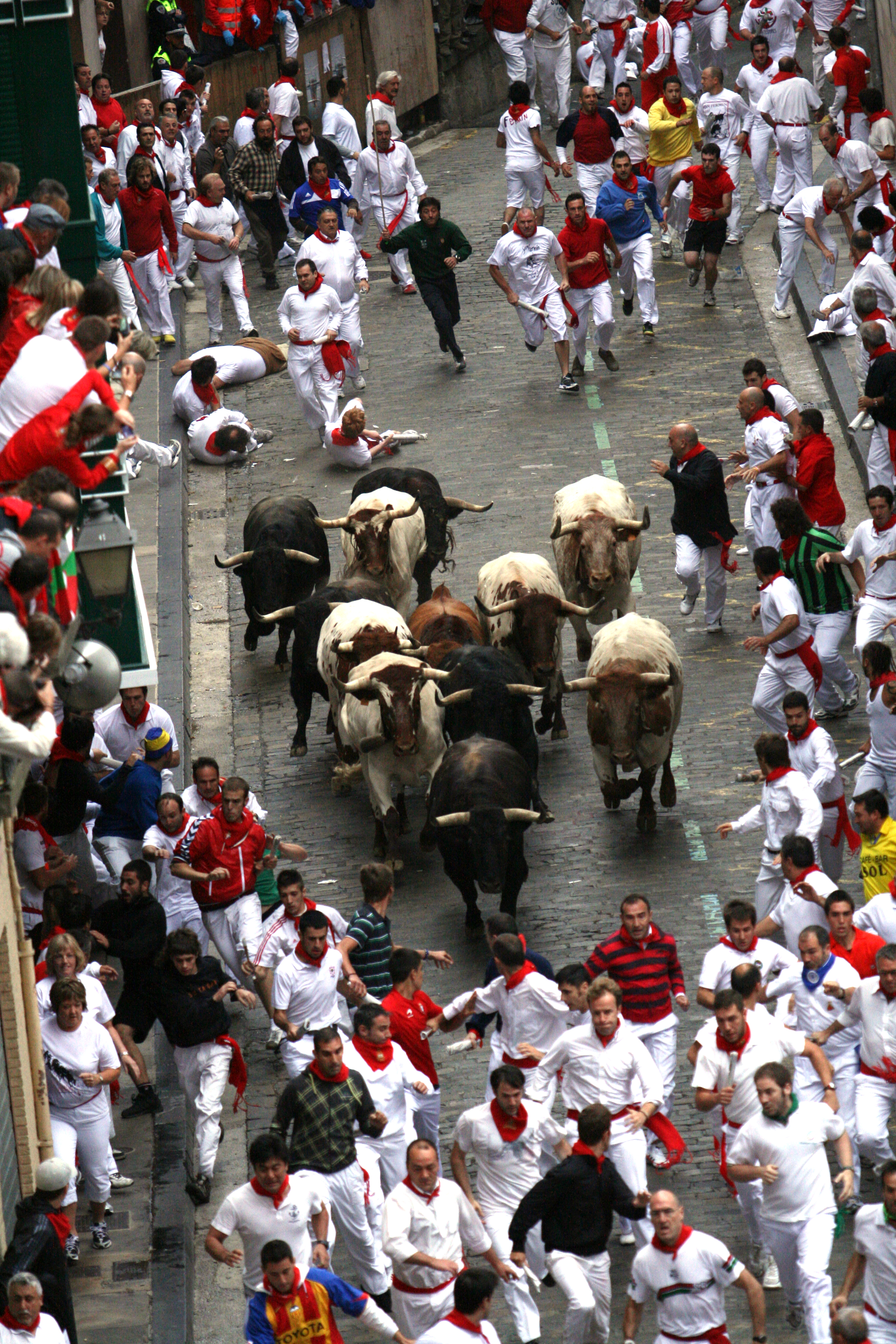
Taureaux courant dans la foule

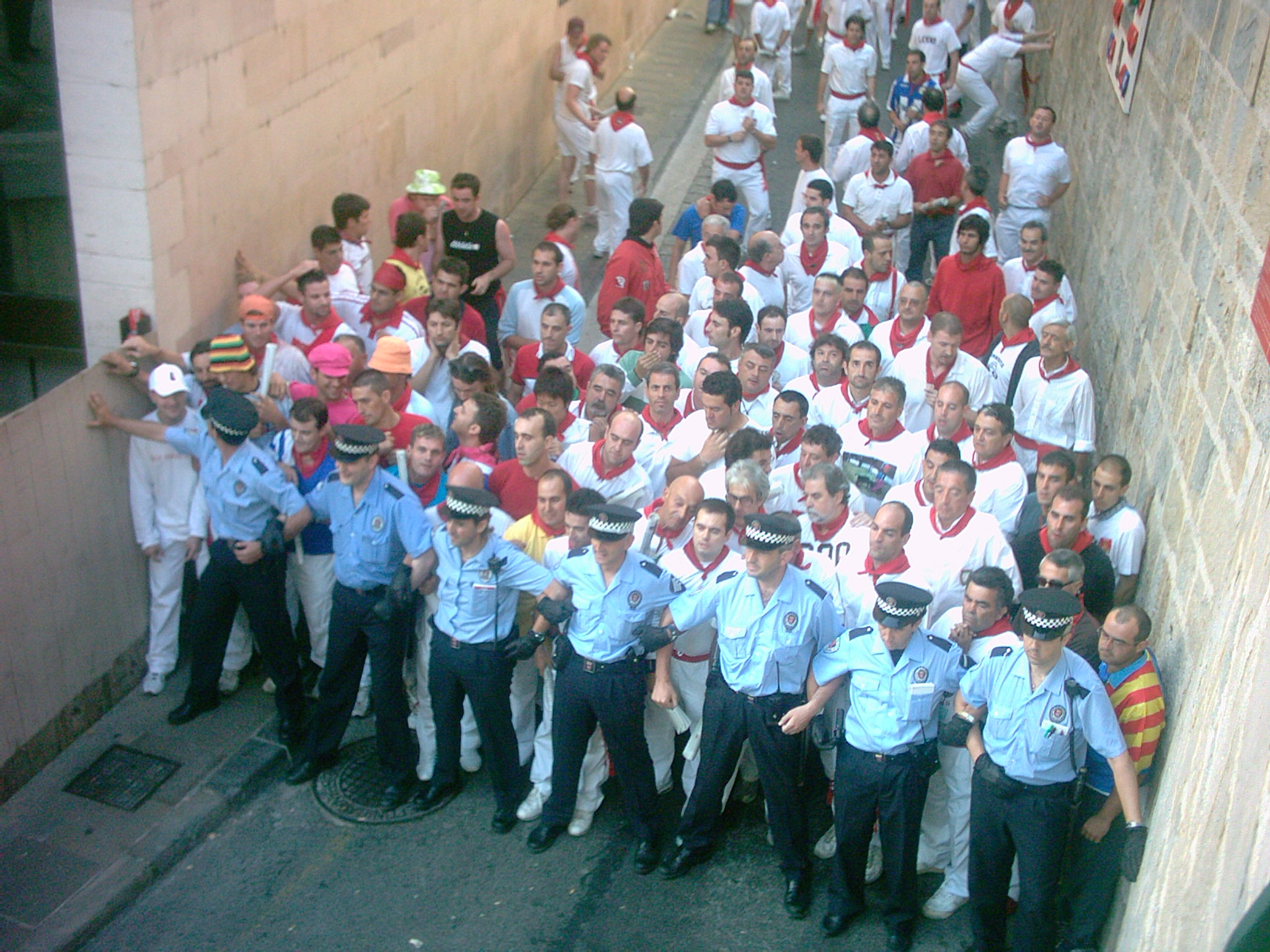
Cordon de police avant le début d'une encierro

L’encierro est un événement ayant lieu tous les matins du 7 juillet au 14 juillet à 8 heures, qui a rendu ces fêtes célèbres.
Il s'agit du trajet effectué depuis les corrales jusqu’aux arènes par les toros qui seront combattus l’après-midi. Le parcours est immuable, et mesure un peu plus de 800 mètres dans les rues du centre. La veille, les taureaux auront déjà été transférés depuis les Corrales del Gas (étables) (à quelques centaines de mètres du centre) vers ceux de Santo Domingo, légèrement en contrebas de la ville haute. Cet instant s’appelle l’encierrillo, et a lieu à 23 heures, sans coureurs, uniquement en présence des vachers.
Le matin, dès 6 heures, les volontaires commencent à se rendre sur le parcours : les spécialistes comme les novices. Courir devant les taureaux requiert de l’entraînement. Les habitués connaissent l'exercice. Mais ces coureurs n’échappent pas aux accidents, le taureau restant un animal dangereux. Par ailleurs, la foule est de plus en plus importante, ce qui rend difficile la course. La municipalité communique ainsi depuis plusieurs années les consignes à respecter, par voie écrite et orale. D'autres solutions sont à l'étude, visant à sécuriser davantage la manifestation. Les règles essentielles consistent à respecter l'animal, à courir devant lui sans le toucher, sur un segment donné du parcours, et à s'écarter ensuite, afin de laisser place aux autres coureurs.
L’encierro est toujours précédé de la prière à San Fermín, récitée au début du parcours, dans la Cuesta de Santo Domingo, devant une statue du saint entourée des foulards des seize peñas de la ville :
« 

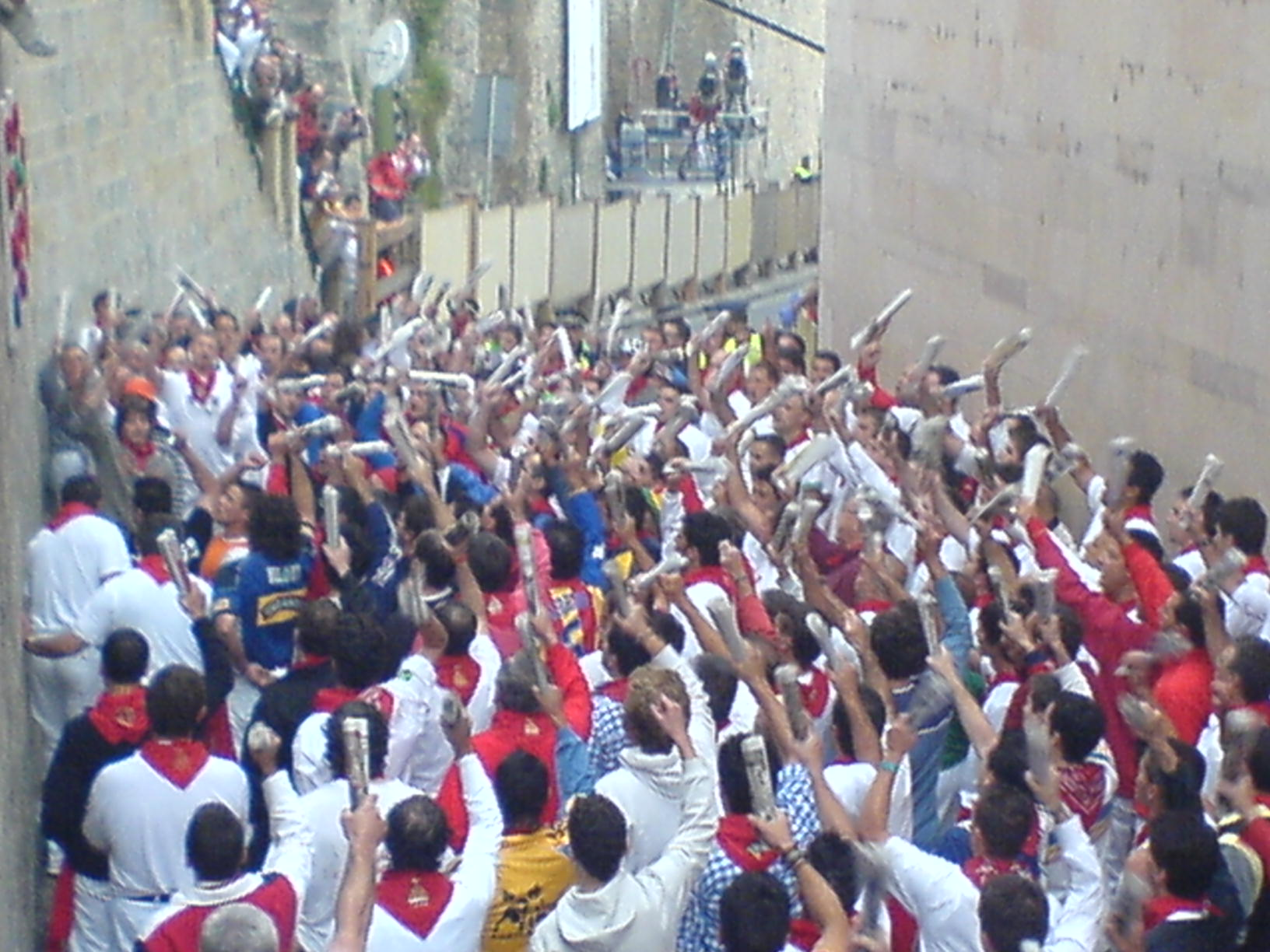
Coureurs demandant la bénédiction de San Fermín

A San Fermín pedimos por ser nuestro patrón,
Nos guíe en el encierro, dándonos su bendición
Viva ! Gora ! »
Depuis 2009, à la demande des coureurs, la même bénédiction est chantée en basque : 
« 
Entzun arren San Fermín
zu zaitugu patroi
zuzendu gure oinarrak
entzierru hontan otoi.
 »
Cette prière est chantée à 7 heures 55, 7 heures 57 et 7 heures 59. À 8 heures, au coup de pétard, les portes des corrales s’ouvrent, permettant aux taureaux et aux cabestros (les bœufs domestiqués servant à les guider) de sortir et de se lancer dans une course à travers la Côte de Santo Domingo, la Plaza del Ayuntamiento, la Calle Mercaderes, la Calle Estafeta, Telefónica et enfin les Arènes. À l’arrivée, les taureaux sont dirigés vers les étables des arènes où aura lieu le sorteo (tirage au sort des taureaux, pour les répartir entre les matadores). En attendant, les arènes sont le cadre de jeux de vaches auxquels assistent des milliers de personnes. Il est important de ne pas saisir la vachette par les cornes, sous peine de se faire rouer de coups par les locaux.
L’auteur américain Ernest Hemingway, a souvent évoqué ces courses dans son œuvre. Dans un article publié dans le magazine Parole(s), le reporter William Buzy parle d'une « course avec la mort », et évoque Daniel Jimeno Romero, tué dans un encierro en 2009.
Depuis sa création en 1911, 16 personnes ont perdu la vie dans les rues de Pampelune dont la dernière fois en 2009.

### Les Géants
Chaque matin, une procession de Géants est organisée à travers les rues de la ville. Elle est composée de plusieurs personnages :
- les Géants (Gigantes) sont de hautes statues de bois, huit rois et reines représentant les quatre continents. Un danseur prend place dans chacune de ces effigies, et exécute des pas de danse au son de la musique des gaiteros ;
- les Kilikis sont six personnages aux visages sinistres. Ils sont là pour effrayer les enfants avec leurs armes ;
- les cinq Cabezudos précèdent les géants. Revêtus d'un masque en forme d'énorme tête (d'où leur nom), ils marchent dignement en tête de procession.

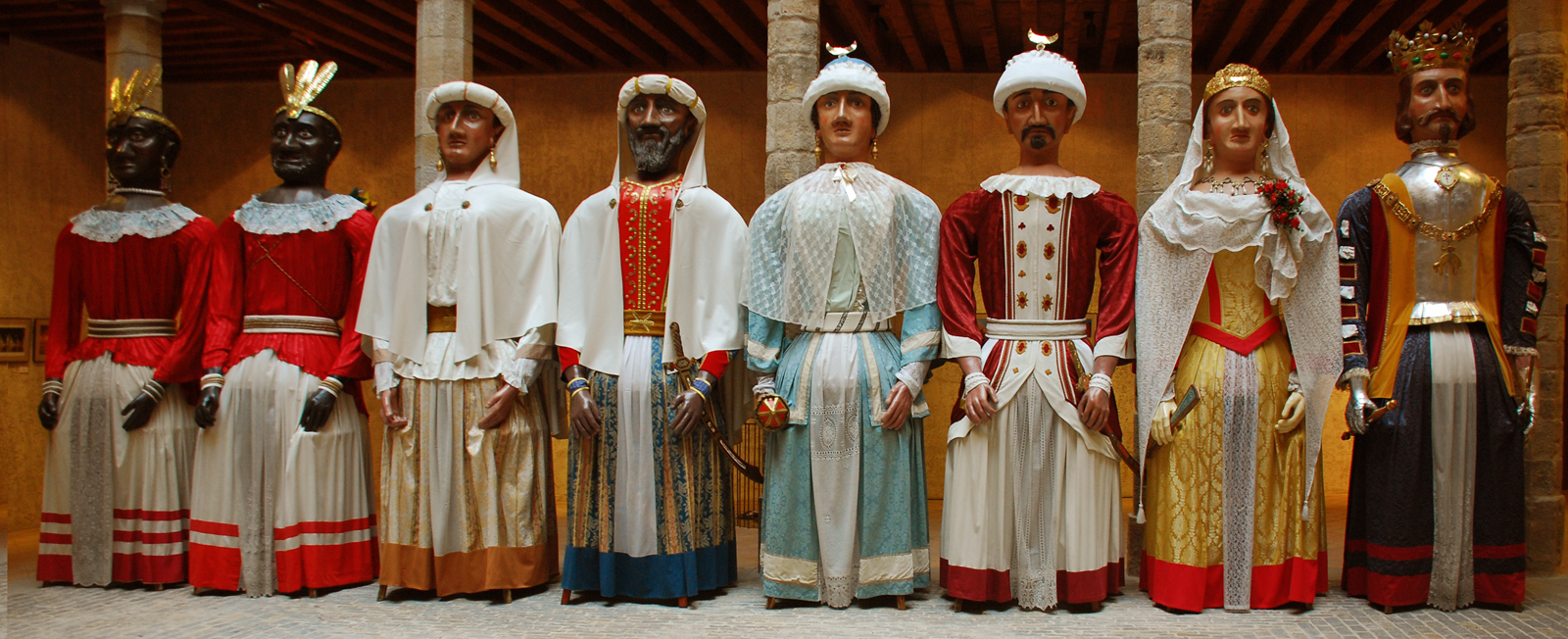
Les huit Géants
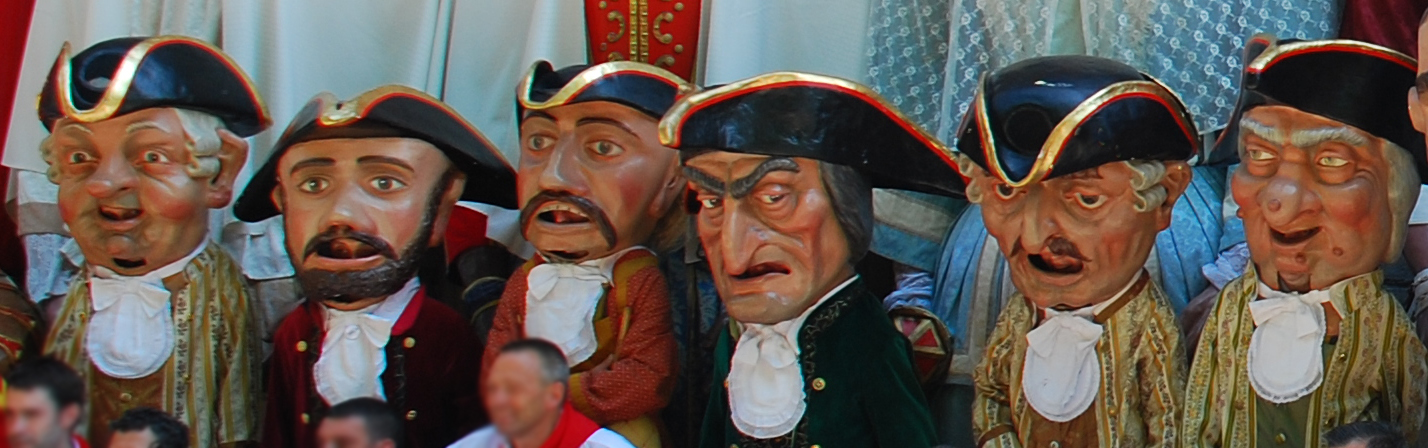
Les six Kilikis
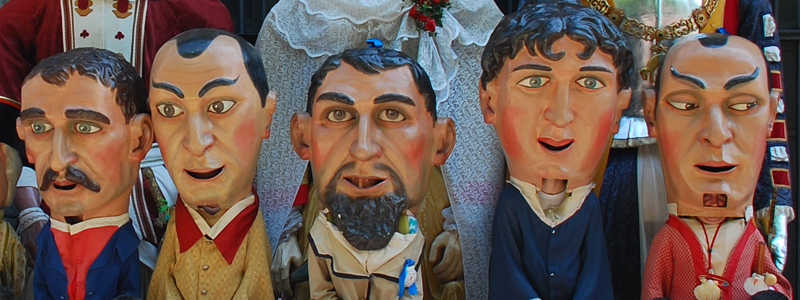
Les cinq Cabezudos

Ces processions attirent une foule considérable, multigénérationnelle. Elles se retrouvent ailleurs en Espagne, sous d'autres formes.

### La corrida

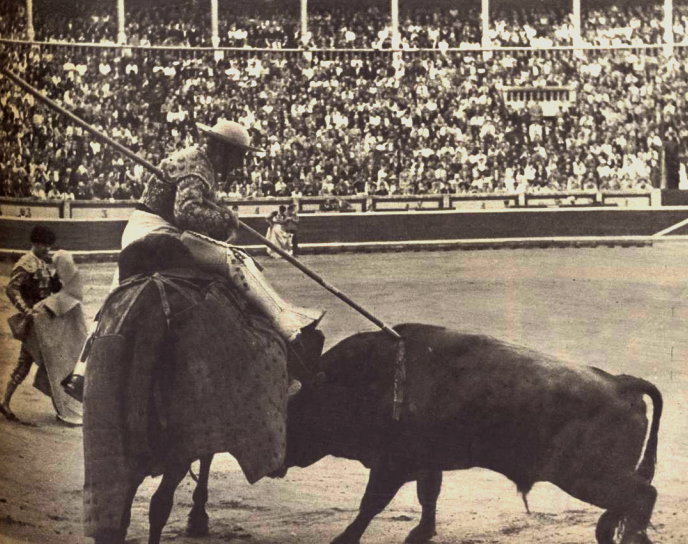
Corrida de 1965

La corrida a lieu chaque après-midi des fêtes à 18 heures 30. Les arènes de Pampelune sont les deuxièmes plus vastes d’Espagne, après celles de Madrid (23 000 places), avec 19 500 places. Les corridas font le plein absolu chaque soir, et il est presque impossible de pouvoir se procurer des billets : presque toutes les places sont réservées par abonnement renouvelé chaque année (souvent, les abonnements passent de père en fils, ou d’ami en ami), et les 10 % que la loi impose de réserver à la vente pour le jour du spectacle sont achetés par les revendeurs, qui les réinjectent à prix d’or dans le marché noir.
Cette plaza est particulièrement réputée pour l'âpreté des combats qui s'y déroulent et qui sont le couronnement des Sanfermines.
Les corridas pamplonaises sont organisées par la Casa de Misericordia, association caritative en faveur des personnes âgées, qui sélectionne les élevages qui courront dans les rues de la ville et seront combattus dans les arènes, contracte les matadores, gère les abonnements et la vente des places… L’ensemble des spectacles taurins est réuni dans ce que l’on appelle la Feria del Toro, qui désigne la partie strictement taurine des fêtes, à la charge de la Meca. Feria del Toro et Fiestas de San Fermín sont donc intrinsèquement liées, l’une ne pouvant exister sans l’autre. C’est par ailleurs le seul moment de l’année où Pampelune célèbre des courses de taureaux.
Les corridas à Pampelune sont réputées pour leur aspect débridé. La particularité de Pampelune tient à l’ambiance qui règne dans les arènes. Alors que dans le reste de l’Espagne ou en France, les corridas sont un spectacle artistique qui requiert un certain silence, les Pamplonais considèrent, eux, la corrida comme un élément de la fête, et où l’on se doit donc de faire la fête. Chacun amène aux arènes de quoi boire et de quoi se nourrir : la merienda (« le goûter »), qui consiste à manger (du simple sandwich à la daube de taureau) une fois le 3e taureau mort, est une institution à laquelle personne ne déroge.
Les gradins soleil, où sont situées les peñas, revêtent une dimension très spéciale. En ces lieux, le spectacle a lieu dans les travées, et non en piste. Les sociétaires des peñas repoussent les limites jusqu’à l’extrême. On apporte aux arènes — certains même avec des caddies — les boissons dans des seaux voire des poubelles, on arrive avec des gamelles de nourriture, des gâteaux, des plateaux de charcuterie, de fruits de mer, des fromages, afin de partager ces denrées avec les amis et voisins de gradins. Au 3e taureau, ceux qui jugent être restés suffisamment dans les tendidos quittent les gradins pour aller déguster ce qu’ils ont apporté, dans les couloirs des arènes. Par ailleurs, nombreux sont les litres de vin ou de sangría projetés dans les gradins à coups de seaux entiers ou de pulvérisateurs ; la farine, le chocolat en poudre, le papier hygiénique et autres joyeusetés fusent également au travers des gradins.
Il n'est pas difficile d'imaginer l’animation des lieux, et le bruit en conséquence. Chaque peña vient accompagnée de sa txaranga (petit orchestre de cuivres, bois et percussions, semblable aux bandas) qui joue régulièrement — et souvent en même temps — pour égayer les travées. Les morceaux interprétés sont repris en chœur par des centaines de personnes. Jamais le tumulte, la fête ne s’arrêtent, pas même pendant le combat. Pour ces raisons, certains toreros refusent de venir à Pampelune.
Une fois la corrida achevée, les membres des peñas se rassemblent sur la piste, pour participer au moment connu comme la salida de las peñas (la sortie des peñas). Chaque société va alors sortir des arènes en musique et dans un ordre strict pour aller animer les rues de la ville. C’est un moment très apprécié, notamment par ceux qui n’étaient pas à la corrida. On voit alors sortir des arènes ces groupes de Pamplonais aux vêtements souvent souillés par les projections de la corrida, chantant et dansant.

### L’estruendo
L'estruendo est une manifestation populaire organisée une seule fois durant les fêtes, à 23h59 (souvent le jeudi). Quiconque muni d'un instrument à percussion est invité à se joindre à un cortège bruyant, rassemblant plusieurs dizaines de participants, et qui défile à travers la ville, au son assourdissant des grosses caisses et autres tambours, couvrant les quelques txistus en tête de défilé.

### LePobre de mí

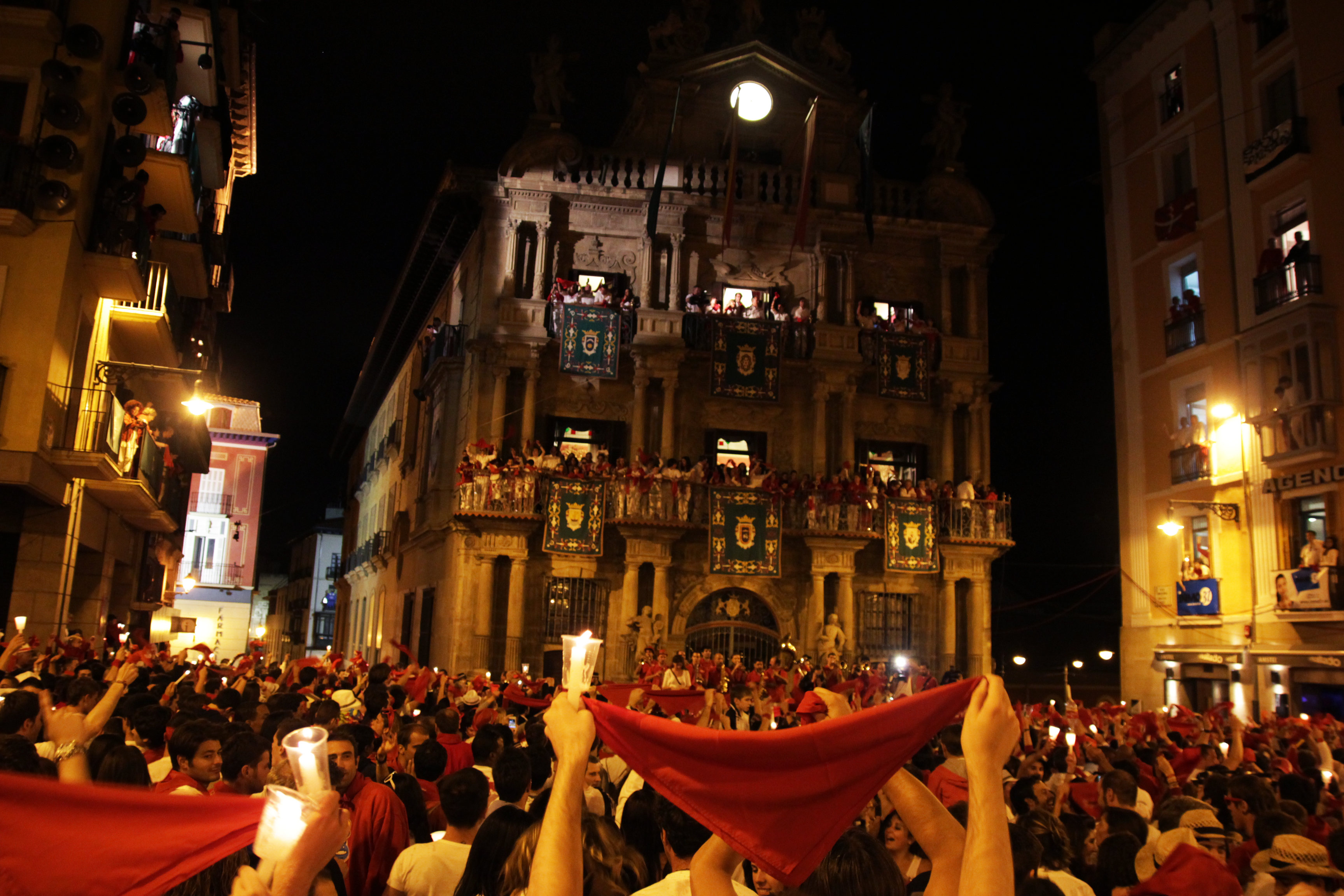
Le Pobre de mí de 2012.

Le Pobre de mí (Pauvre de moi) est la cérémonie de clôture des fêtes ayant lieu à minuit dans la nuit du 14 au 15 juillet. Le nom est dû à l’air que chantent alors les Pamplonais, munis chacun d’une petite bougie à la main : 
« Pobre de mí, pobre de mí, ya se han acabado las Fiestas de San Fermín » (« Pauvre de moi, pauvre de moi, les fêtes de San Fermín sont terminées »).
Il existe en fait deux célébrations du Pobre de mí. La cérémonie officielle a lieu sur la plaza Consistorial (es), devant la mairie. La place se remplit de milliers de mozos qui se regroupent sous les balcons de l'hôtel de ville munis de petites bougies. Là, le maire prononce son discours de clôture, qui s'achève par la fameuse phrase : « Ya falta menos para los Sanfermines de ... . Viva San Fermín, Gora San Fermín. » Un orchestre entame alors le « Pobre de Mí » repris en chœur par la foule, qui, à cet instant, retire le foulard rouge de son cou.
La cérémonie officieuse est organisée par les peñas sur la Plaza del Castillo. À minuit, chacun ôte son foulard, et les peñas accompagnées de leurs orchestres, les unes après les autres dans un ordre strict, entament le Pobre de mí en faisant le tour de la place. Comme à la mairie, des chants populaires s’intercalent entre chaque interprétation du Pobre de Mí qui est joué à plusieurs reprises. Chaque peña entame ensuite un ultime tour de ville plus ou moins long jusqu'au retour définitif à son local.

## La fête populaire

### Le jour
La journée, à Pampelune, est tout aussi animée que les nuits. Les activités proposées par la municipalité, ou les associations, sont très nombreuses.
Après l’encierro, la journée commence tranquillement. Alors que les couche-tard rentrent se reposer quelques heures, les autres commencent à peupler les restaurants de la ville. La foule se fait de plus en plus dense vers 10 heures, pour le défilé des Gigantes.
Par la suite, la foule envahit les innombrables bars et restaurants de la ville, pour l’apéritif et le repas, animés par les groupes musicaux et les txarangas des peñas.
Tout au long de la journée, des concerts de musique traditionnelle ou actuelle sont organisés en différents points de Pampelune, et des activités sont programmées pour les Pamplonais et visiteurs de tous âges.
Par ailleurs, certaines journées sont consacrées à certains en particulier. Ainsi existe-t-il la journée des txikis (enfants) et la journée des anciens.

### La nuit

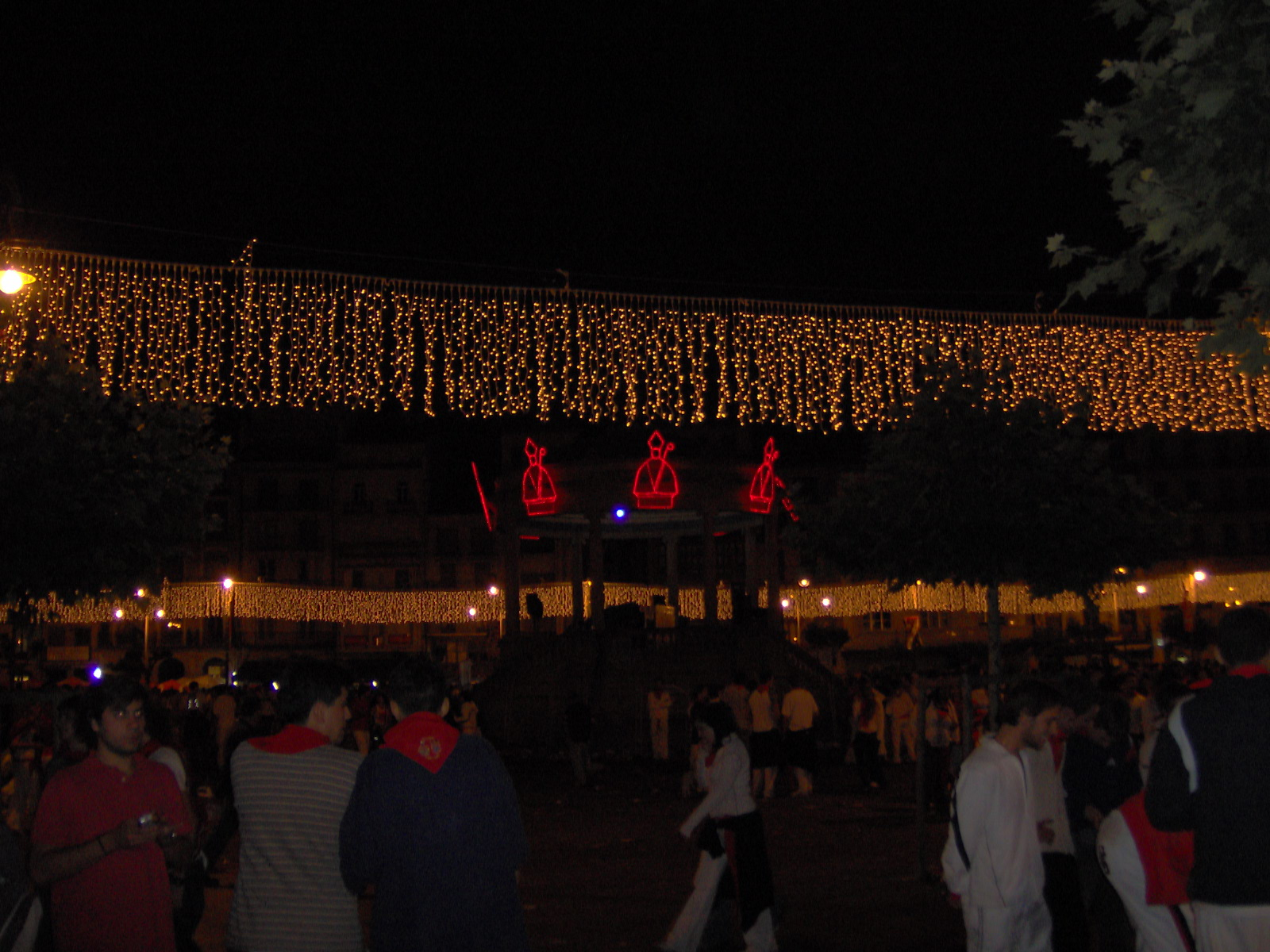
Photo nocturne de la Plaza del Castillo.

Une fois la corrida passée, alors que les peñas parcourent la ville, les pamplonicas et les visiteurs se dirigent vers les bars et les restaurants pour l’apéritif et le repas.
La municipalité et les associations organisent un grand nombre de concerts et de bals gratuits, plus ou moins importants, où se rassemble une foule importante. Parallèlement, tous les soirs a lieu un concours international de feux d’artifice, rassemblant parmi les plus prestigieux artificiers du monde, ce qui permet à la ville de jouir d’une certaine réputation en la matière.
La nuit est la période où la ville reçoit le plus de monde. Des dizaines de milliers de personnes s’agglutinent alors aux comptoirs des bars, des peñas et autres associations pour festoyer jusqu’au petit matin, voire davantage.

## Lespeñas
Une peña désigne généralement un groupe d’amis se constituant en société pour partager une ou plusieurs passions en commun, dans une ambiance informelle et souvent liée à la fête. Ainsi, on trouve en Espagne des peñas taurines (les membres se réunissant pour parler de leur afición, assister à des corridas, participer à des visites d’élevages…), des peñas de supporteurs (football notamment), etc.
En Navarre, la peña est indéniablement liée à la fête. Il existe à Pampelune seize peñas dites sanfermineras, c'est-à-dire seize peñas dont l’objet est de partager les fêtes de la cité. Leur vie est conditionnée par San Fermín, qu’elles préparent tout au long de l’année. Ces sociétés proposent néanmoins à leurs sociétaires un grand nombre d’activités en dehors des fêtes : culturelles, sportives, repas, cours de basque… Qui plus est, elles ouvrent leurs locaux régulièrement (certaines tous les jours), ce qui en fait des lieux de rencontre entre sociétaires et habitants du quartier.
Si les premières peñas à avoir été créées étaient situées en centre-ville, les dernières nées sont plutôt attachées à un quartier hors du centre en particulier. La première à avoir vu le jour est la Peña La Única en 1903, suivie de deux autres dans les années 1930, puis d’une grande vague de création entre 1945 et 1955. On assiste à une dernière vague de fondations dans les années qui ont suivi la mort de Franco. Les peñas comptent entre 250 et 450 membres, auxquels il faut ajouter les txikis, qui, mineurs, ne peuvent être sociétaires.
Chaque peña possède un foulard propre, une ceinture (faja) et une blouse (surchemise, de couleur différente selon la peña, que portent les membres de peñas pour se reconnaître entre eux). Durant les Sanfermines, elles sont accompagnées d’une txaranga (orchestre engagé pour la durée des fêtes) et d’une banderole retraçant en dessin et avec ironie les évènements marquants de l’année dans la vie locale et internationale et portée par les sociétaires pour annoncer l’arrivée de la peña. Chaque peña possède également un hymne chantant les mérites des fêtes et de l’association, joué à l'envi.
Pour les fêtes, la plupart de ces associations ouvrent leur local du centre-ville. Elles entrent en scène le 7 juillet, premier jour de toros. On les voit alors sillonner les rues de Pampelune le midi pour l’apéritif, les sociétaires qui le veulent peuvent alors se joindre à la txaranga précédée de la banderole, pour rendre visite aux bars de la ville.

## San Fermín Txiki
Le 8 juillet 1978, des débordements dans les arènes, lors de la corrida, avaient entraîné l'intervention de la Police nationale espagnole. Des affrontements violents se produisirent, et un spectateur, Germán Rodríguez, fut tué par les forces de l'ordre. L'incident conduisit à annuler les fêtes de San Fermín.
Les festivités furent reportées au troisième weekend de septembre. Ces trois jours de fête se sont maintenus depuis lors, perdant de leur force avec le temps, et sont connus sous le nom de San Fermín Txiki (petit San Fermín) ou San Fermín de Aldapa.